# Chiesa di San Vigilio (Nago-Torbole)
La chiesa di San Vigilio è la parrocchiale a Nago, frazione di Nago-Torbole, in Trentino. Appartiene alla zona pastorale di Riva e Ledro nell'arcidiocesi di Trento e risale al V secolo.

## Storia

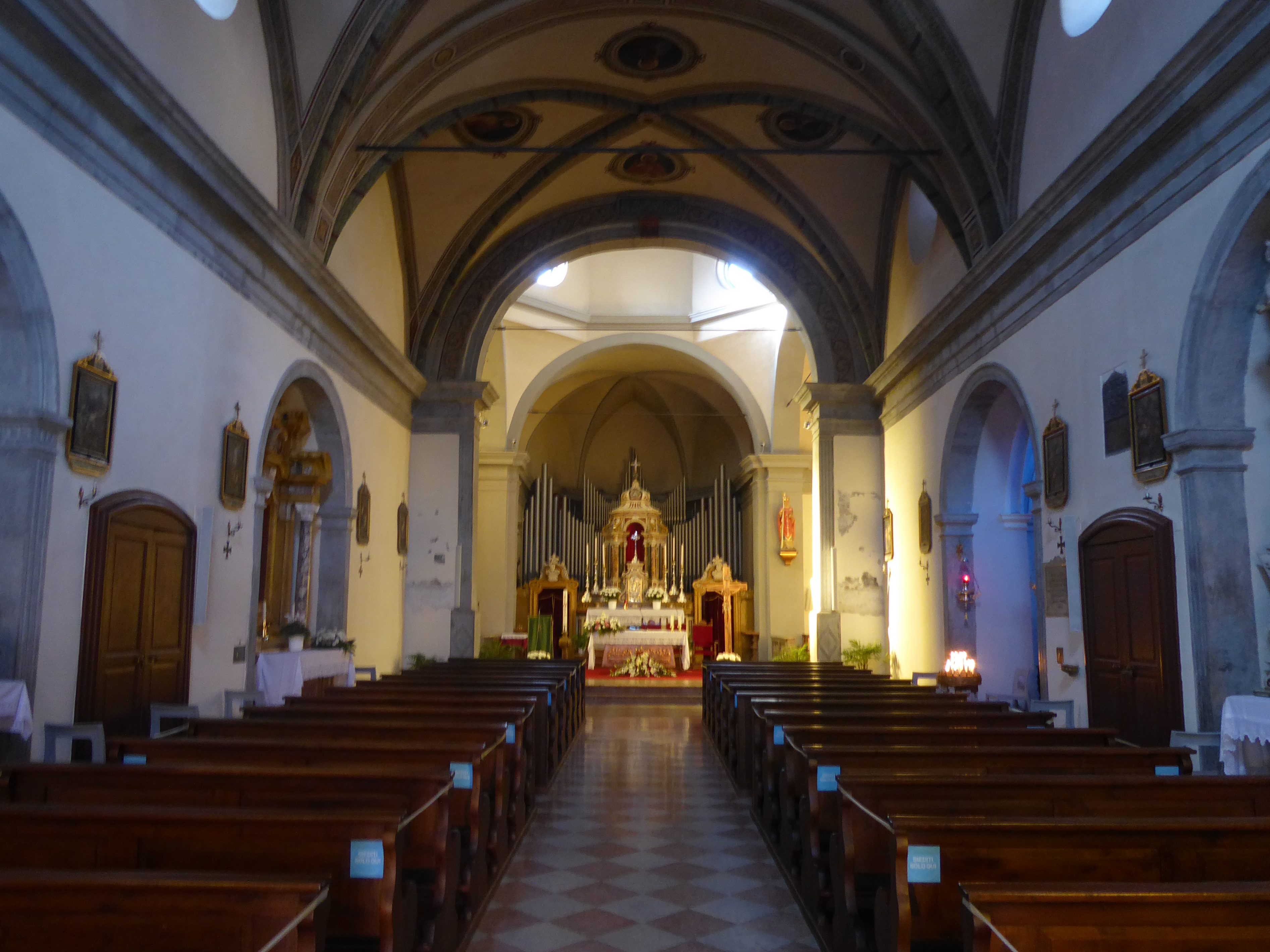
Interno

La cappella con dedicazione a San Vigilio nella località di Nago risale al V secolo e viene documentata una prima volta nel 1194. Nel 1203 questo edificio religioso venne definito collegiata, significandone la sua importanza.
Alla fine del XVI secolo la primitiva piccola chiesa venne notevolmente ampliata e ne fu anche modificato l'orientamento. La torre campanaria romanica venne conservata, fu ampliata la sala e la nuova facciata risultò posizionata dove in precedenza stava la zona presbiteriale.
La chiesa così ricostruita venne consacrata nel 1620.
Durante il primo conflitto mondiale venne seriamente danneggiata e nel dopoguerra venne restaurata e arricchita di decorazioni sulle volte della sala con immagini degli apostoli.
Dopo il secondo conflitto mondiale una visita pastorale di Carlo De Ferrari, arcivescovo di Trento, fece sì che la chiesa venisse ulteriormente ampliata con l'aggiunta di due cappelle nelle pareti laterali, col prolungamento della parte absidale e con l'elevazione di una cupola sul presbiterio. Ultimati i lavori venne celebrata una riconsacrazione, nel 1949.
Sotto l'aspetto della giurisdizione ecclesiastica la chiesa, nel 1950, entrò a far parte del decanato di Riva del Garda lasciando quello di Arco.
Un recente ciclo di restauri è iniziato nel 2016.